# Super Scope 6
Super Scope 6 (スーパースコープ6?), känt som Nintendo Scope 6 i Europa och Australien, var den titeln, med vilken Super Scope lanserades. Spelkassetten innehåller spelen Blastris (Tetrisliknande skjutspel), Laser Blazer (krigstema) och Mole Patrol (science fiction-spel)

## Spelen
"Laser Blazer" har tre olika fraser. I Intercept skall man skjuta ner inkommande missiler, medan man i Engage skall skjuta ner inkommande fiendeflyg. I Confont angrips man av robotar som attackerar i grupp, och skall skjutas ner.
I "Blastris" finns två spel, Blastris A där tetraderna kommer in från vänster, och Blastris B som i sin tur har olika varianter.
"Mole Patrol"' utspelar sig på en planet långt bort från Jorden. De så kallade molianerna bor i kratrar , och genom att skjuta bort de elaka blå skall man rädda de snälla rosa, men måste se upp så man inte skjuter någon av de rosa som ibland tittar fram.

### Fotnoter
1. ↑  ”Nintendo Scope 6” (på svenska). Nintendomagasinet (Kungsbacka: Atlantic) (6-7 1992):  sid. 32 (Power Player). juni-juli 1992. Läst 21 april 2014.